# Stephanopis
Stephanopis O. P.-Cambridge, 1869 è un genere di ragni appartenente alla famiglia Thomisidae.

## Distribuzione
Le 63 specie note di questo genere sono state rinvenute in America centrale e meridionale (rispettivamente 2 e 22 specie), in Oceania (29 specie), in Asia sudorientale (6 specie), in Congo (1 specie) e nel Madagascar (3 specie).

## Tassonomia
Non sono stati esaminati esemplari di questo genere dal 2014.
A dicembre 2014, si compone di 63 specie:
1. Stephanopis acanthogastra Mello-Leitão, 1929 — Brasile
2. Stephanopis ahenea Soares & Soares, 1946 — Brasile
3. Stephanopis altifrons O. P.-Cambridge, 1869[2] — Australia
4. Stephanopis angulata Rainbow, 1899 — Nuova Guinea
5. Stephanopis antennata Tullgren, 1902 — Cile
6. Stephanopis armata L. Koch, 1874 — Queensland
7. Stephanopis aruana Thorell, 1881 — Isole Aru (Arcipelago delle Molucche)
8. Stephanopis aspera Rainbow, 1893 — Nuovo Galles del Sud
9. Stephanopis badia Keyserling, 1880 — Colombia
10. Stephanopis barbipes Keyserling, 1890 — Australia
11. Stephanopis bella Soares & Soares, 1946 — Brasile
12. Stephanopis bicornis L. Koch, 1874 — Nuovo Galles del Sud
13. Stephanopis borgmeyeri Mello-Leitão, 1929 — Brasile
14. Stephanopis bradleyi Mello-Leitão, 1929 — Australia
15. Stephanopis cambridgei Thorell, 1870 — Australia, Tasmania
16. Stephanopis championi (F. O. P.-Cambridge, 1900) — Panama
17. Stephanopis cheesmanae Berland, 1938 — Nuove Ebridi
18. Stephanopis clavata O. P.-Cambridge, 1869 — Australia
19. Stephanopis colatinae Soares & Soares, 1946 — Brasile
20. Stephanopis congoensis Lessert, 1943 — Congo
21. Stephanopis corticalis L. Koch, 1876 — Queensland
22. Stephanopis cristipes Kulczynski, 1911 — Nuova Guinea
23. Stephanopis depressa Bradley, 1871 — Queensland
24. Stephanopis ditissima (Nicolet, 1849) — Cile
25. Stephanopis elongata Bradley, 1871 — Queensland
26. Stephanopis erinacea Karsch, 1878 — Isole Figi
27. Stephanopis exigua (Nicolet, 1849) — Cile
28. Stephanopis fissifrons Rainbow, 1920 — Isola Lord Howe
29. Stephanopis furcillata Keyserling, 1880 — Brasile
30. Stephanopis hystrix Mello-Leitão, 1951 — Cile
31. Stephanopis lata O. P.-Cambridge, 1869 — Nuovo Galles del Sud, Victoria (Australia), Tasmania
32. Stephanopis longimana Thorell, 1881 — Queensland
33. Stephanopis macleayi Bradley, 1871 — Nuovo Galles del Sud
34. Stephanopis macrostyla Mello-Leitão, 1929 — Brasile
35. Stephanopis malacostracea (Walckenaer, 1837) — Australia
36. Stephanopis maulliniana Mello-Leitão, 1951 — Cile
37. Stephanopis minuta L. Koch, 1876 — Queensland
38. Stephanopis monticola Bradley, 1871 — Nuovo Galles del Sud
39. Stephanopis monulfi Chrysanthus, 1964 — Nuova Guinea
40. Stephanopis nigra O. P.-Cambridge, 1869 — Australia
41. Stephanopis nodosa (Nicolet, 1849) — Cile
42. Stephanopis obtusifrons Rainbow, 1902 — Nuovo Galles del Sud
43. Stephanopis octolobata Simon, 1886 — Madagascar
44. Stephanopis ornata L. Koch, 1876 — Australia orientale
45. Stephanopis palliolata Simon, 1908 — Australia occidentale
46. Stephanopis parahybana Mello-Leitão, 1929 — Brasile
47. Stephanopis pentacantha Mello-Leitão, 1929 — Brasile
48. Stephanopis quimiliensis Mello-Leitão, 1942 — Argentina
49. Stephanopis quinquetuberculata (Taczanowski, 1872) — Colombia, Brasile, Guiana francese
50. Stephanopis renipalpis Mello-Leitão, 1929 — Brasile
51. Stephanopis rhomboidalis Simon, 1886 — Madagascar
52. Stephanopis rufiventris Bradley, 1871 — Nuovo Galles del Sud
53. Stephanopis salobrensis Mello-Leitão, 1929 — Brasile
54. Stephanopis scabra L. Koch, 1874 — Queensland, Nuovo Galles del Sud, Tasmania
55. Stephanopis secata (Walckenaer, 1805) — Isola di Timor (Indonesia)
56. Stephanopis spissa (Nicolet, 1849) — Cile
57. Stephanopis stelloides (Walckenaer, 1837) — Isole Vergini (Mar dei Caraibi), Brasile
58. Stephanopis thomisoides Bradley, 1871 — Queensland
59. Stephanopis trilobata Mello-Leitão, 1929 — Brasile
60. Stephanopis tuberculata Bradley, 1871 — Nuovo Galles del Sud
61. Stephanopis verrucosa (Nicolet, 1849) — Cile
62. Stephanopis vilosa Rainbow, 1911 — Australia
63. Stephanopis yulensis Thorell, 1881 — Isola di Yule (Papua Nuova Guinea)

### Specie trasferite
- Stephanopis limbata Simon, 1898; trasferita al genere Prepotelus Simon, 1898[1].
- Stephanopis pectinitarsis Simon, 1898; trasferita al genere Prepotelus Simon, 1898
- Stephanopis weyersi Simon, 1899; trasferita al genere Angaeus Thorell, 1881